# Devil May Care (série télévisée d'animation)
 (décembre 2021).
Devil May Care est une série d'animation pour adultes créée par Doug Goldstein (en) et diffusée sur la chaîne américaine Syfy. 
Cette série faisant partie du nouveau bloc d'animation hebdomadaires pour adultes de fin de soirée de 90 minutes de Syfy s'intitulant "TZGZ" et lancé au mois de novembre 2019. Cette série parmi d'autres étant initialement diffusée sur des plateformes peu connues – sont ancrés par les répétitions de Futurama.
L'intrigue de la série suit le personnage Beans, un jeune appartenant à la Génération Z qui se retrouve à mener une vie en Enfer dirigé par Devil, la manifestation du diable.